# Kazachstania bulderi
Kazachstania bulderi är en svampart som först beskrevs av Middelhoven, Kurtzman & Vaughan-Mart., och fick sitt nu gällande namn av Kurtzman 2003. Kazachstania bulderi ingår i släktet Kazachstania och familjen Saccharomycetaceae.   Inga underarter finns listade i Catalogue of Life.